# 紀有友
紀 有友（き の ありとも）は、平安時代前期の貴族・歌人。名は有朋、有明とも表記される。下野守・紀本道の子。官位は従五位下・宮内少輔。

## 概要
仁明朝の承和11年（844年）内舎人となる。文徳朝の仁寿2年（852年）に兵部少尉、清和朝の貞観10年（868年）に武蔵介に任ぜられる。その後、三河介・摂津権介と地方官を歴任し、陽成朝の元慶3年（879年）に従五位下・宮内少輔に至った。元慶4年（880年）卒去。
歌人として活躍し、『古今和歌集』には2首が入る。子・友則も歌人である。

## 官歴
『古今和歌集目録』による。
- 承和11年（844年） 2月8日：内舎人
- 仁寿2年（852年） 5月1日：兵部少尉
- 貞観10年（868年） 正月16日：武蔵介
- 貞観19年（877年） 正月10日：三河介。2月29日：摂津権介
- 元慶3年（879年） 正月7日：従五位下[1]。8月17日：宮内少輔
- 元慶4年（880年） 日付不詳：卒去

## 系譜
- 父：紀本道あるいは紀興道[2]
- 母：不詳
- 生母不明の子女
  - 男子：紀友則